# سيسكو بايك (فلم)
سيسكو بايك (بالإنجليزية: Cisco Pike) هو فيلم دراما أمريكي إنتاج عام 1972، أخرجه بيل نورتن وإنتاج شركة كولومبيا بيكتشرز.
يقوم فيه الممثل كريس كريستوفرسن بدور موسيقي، يمر بظروف قاسية، ويتحول إلى تعاطي الماريجوانا أي الحشيش، ويتعرض للابتزاز من قبل رجل شرطة ويقوم بدوره الممثل الأمريكي جين هاكمان.

## روابط خارجية
- سيسكو بايك على موقع IMDb (الإنجليزية)
- سيسكو بايك على موقع روتن توميتوز (الإنجليزية)
- سيسكو بايك على موقع ألو سيني (الفرنسية)
- سيسكو بايك على موقع Turner Classic Movies (الإنجليزية)
- سيسكو بايك على موقع أول موفي (الإنجليزية)
- سيسكو بايك على موقع فيلمافينيتي (الإسبانية)
- سيسكو بايك على موقع قاعدة بيانات الأفلام السويدية (السويدية)
- سيسكو بايك على موقع قاعدة بيانات الفيلم (الإنجليزية)
- سيسكو بايك على موقع ليتربوكسد (الإنجليزية)
- سيسكو بايك على موقع كينوبويسك (الروسية)